# عيدروس النقيب
عيدروس نصر ناصر النقيب برلماني يمني، عضو في مجلس النواب، عضو لجنة الشؤون الدستورية والقانونية، ورئيس الكتلة البرلمانية لنواب الحزب الأشتراكي اليمني عن الدورة البرلمانية 2003-2009، ممثلاً للدائرة الانتخابية رقم (120) بمحافظة أبين، من مواليد عزلة القارة، مديرية رصد. حاصل على دكتوراه فلسفة عربية إسلامية. وهو عضو قيادي في الحزب الاشتراكي اليمني حيث يشغل منصب عضو المكتب السياسي للحزب.

## فترة المجلس
باتفاق عرف بأسم «إتفاق فبراير» مُددت فترة المجلس لمدة عامين، وبقيام ثورة الشباب اليمنية لم تُجرَ الانتخابات، وبحسب إتفاق المبادرة الخليجية مُددت لمدة عامين آخرين حتى 2013. ولكن نظراً للأزمة السياسية المستمرة منذ ذلك العام واندلاع الحرب القائمة منذ 2015 لم يتسنى انتخاب مجلس نواب جديد، ولا تزال الشرعية متجسدة في المجلس المنتخب عام 2003 حتى اليوم.